# Cap Esterel

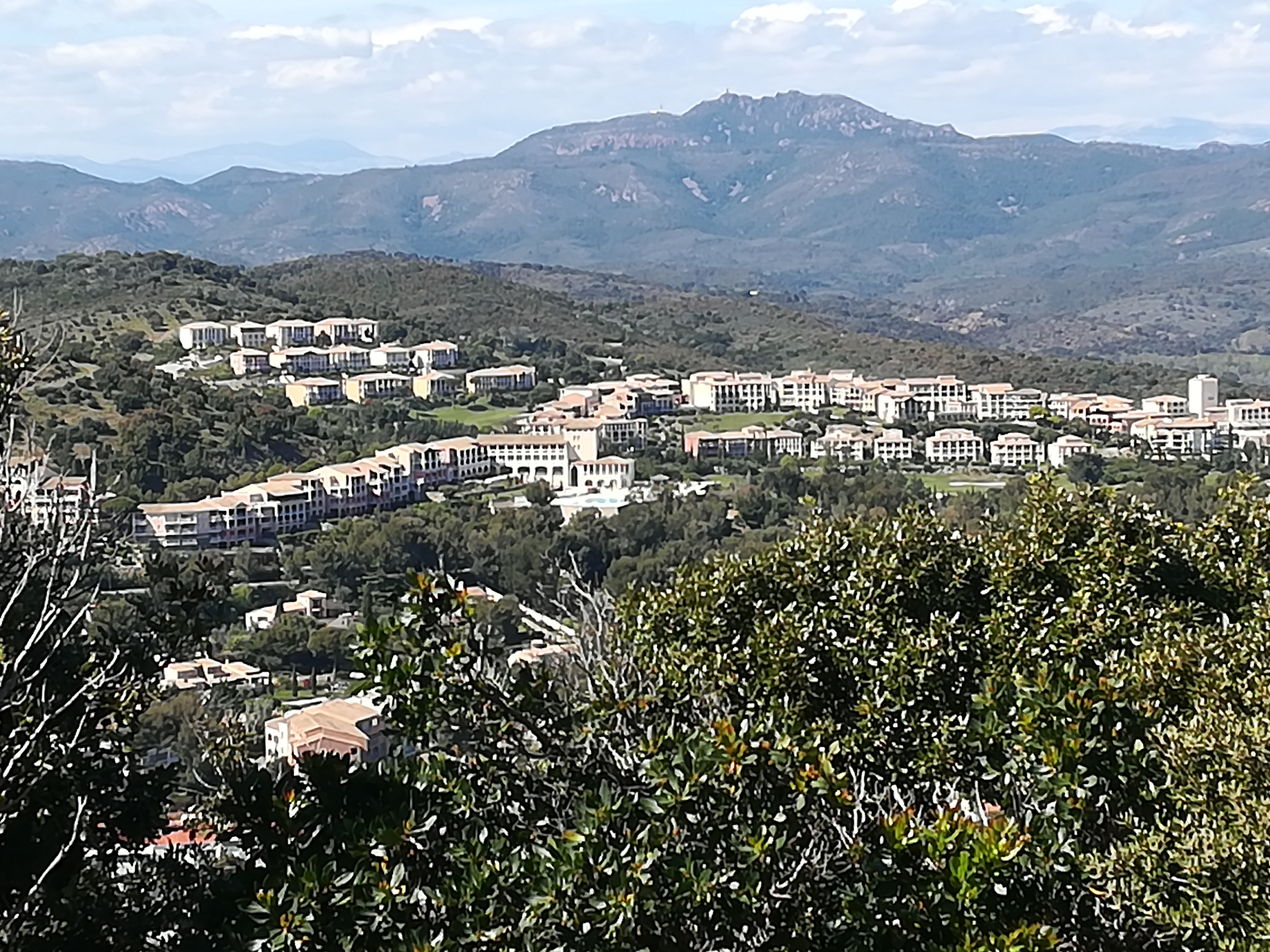
Cap Esterel

Cap Esterel ist ein Resort in provenzalischem Stil an der Côte d’Azur in Südfrankreich. Es ist das größte Feriendorf Frankreichs.

## Lage
Cap Esterel liegt leicht erhöht zwischen Saint-Tropez und Cannes, 9 km östlich von Saint-Raphaël und 32 km von Cannes in einem 210 Hektar großen Naturschutzgebiet mit tropischer Vegetation, geschützt durch das Esterel-Massiv. Das Resort besteht aus den beiden Dorfteilen Le Village und L'Esquinade. Le Village liegt zwischen dem Strand von Le Dramont und dem Dorfkern, während L'Esquinade an einem See gelegen ist und einen direkten Zugang zum Zentrum des Feriendorfes hat.
Außerhalb der Anlage gelangt man zu dem öffentlichen 1,5 km langen Sandstrand von Le Dramont sowie zu einem kleinen öffentlichen Sandstrand 3 km unterhalb des Dorfes.

## Infrastruktur

### Wohnungen, Gastronomie und Geschäfte
Das autofreie Feriendorf ist mit 1000 Ferienunterkünften, die sich in vierstöckigen Häusern befinden, weiträumig angelegt. Die Wohnungen sind einheitlich eingerichtet und weisen großenteils einen gehobenen Standard auf. Die Anlage hat zahlreiche Restaurants und Bars und bietet mannigfaltige Einkaufsmöglichkeiten.

### Freizeit und Sport
Folgende Freizeit- und Sportangebote stehen den Gästen u. a. zur Verfügung:
- Fußball-, Volleyball-, Basketball- und Bouleplätze
- 15 Tennisplätze
- 9-Loch-Golfplatz
- Bogenschießen
- Ponyclub und Reitzentrum
- Fitnesszentrum
- Wellnesszentrum
- Morgengymnastik
- Fahrrad- und E-Bike-Vermietung
- Bootsausflüge
- Freilichttheater
- Abendliche Unterhaltungsprogramme

Im Dorfviertel Le Village befindet sich ein 380 m² großes beheiztes Schwimmbad sowie ein 1100 m² großes Spielbecken mit Sprudelbecken, Wasserstrahlen, Wellenmaschine, Wasserrutsche, Sprungbrett und Planschbecken.